# Erica alopecurus
Erica alopecurus är en ljungväxtart som beskrevs av William Henry Harvey. Erica alopecurus ingår i släktet klockljungssläktet, och familjen ljungväxter. Utöver nominatformen finns också underarten E. a. glabriflora.